# Adrien Tesson
Pour les articles homonymes, voir Tesson.
Adrien Tesson, né le 9 mai 1997 à Cherbourg en Normandie, est un patineur artistique français. Il est médaillé de bronze aux championnats de France 2019.

## Biographie

### Carrière sportive
Adrien Tesson est né à Cherbourg-en-Cotentin. Il commence le patinage en 2005. Il concourt au niveau international dans les rangs novices au cours de la saison 2010/11, dans les rangs juniors dès la saison 2011/12, et au niveau senior à partir de la saison 2014/15.
Lors d'un gala d'exhibition début août 2018, Adrien Tesson se coupe une artère du poignet avec sa lame de patin en tombant lors d'un saut. Cela ne l'empêche pas de remporter la médaille de bronze des championnats nationaux de 2019, derrière ses compatriotes Kevin Aymoz et Adam Siao Him Fa.
Il n'a jamais participé, ni aux championnats d’Europe, ni aux championnats du monde, ni aux Jeux olympiques d'hiver.

### Reconversion
Il fait ses études à l'université Paris-Est-Créteil-Val-de-Marne.
Il participe à la saison 21 de la série Joséphine, ange gardien, dans l'épisode 101 intitulé Les patins de l'espoir.

## Palmarès
| Compétition                                                                           | 2012    | 2013    | 2014    | 2015    | 2016    | 2017    | 2018    | 2019    | 2020    | 2021    | 2022    |  |  |  |
| Jeux olympiques d'hiver                                                               |         |         |         |         |         |         |         |         |         |         |         |  |  |  |
| Championnats du monde                                                                 |         |         |         |         |         |         |         |         | CA      |         |         |  |  |  |
| Championnats d’Europe                                                                 |         |         |         |         |         |         |         |         |         | CA      |         |  |  |  |
| Championnats de France                                                                | 7e      | F       | 6e      | 6e      | 5e      | 6e      | 6e      | 3e      | 5e      | F       | 6e      |  |  |  |
|                                                                                       |         |         |         |         |         |         |         |         |         |         |         |  |  |  |
| Grand Prix ISU                                                                        | 2011/12 | 2012/13 | 2013/14 | 2014/15 | 2015/16 | 2016/17 | 2017/18 | 2018/19 | 2019/20 | 2020/21 | 2021/22 |  |  |  |
| Trophée de France                                                                     |         |         |         |         |         |         |         |         | F       | CA      |         |  |  |  |
| Légende : F = Forfait ; CA = Compétitions annulées à cause de la pandémie de Covid-19 |         |         |         |         |         |         |         |         |         |         |         |  |  |  |